# Lista okrętów United States Navy, U
W tej sekcji listy okrętów United States Navy wymienione są nazwy wszystkich okrętów United States Navy, których nazwa zaczyna się od U.
Aby zobaczyć wyłącznie listę okrętów obecnie pozostających w służbie — patrz Lista obecnie służących okrętów United States Navy
W przypadku okrętów, których nazwa została użyta jednokrotnie, link USS "Nazwa_okrętu" kieruje do artykułu o konkretnym okręcie. Jeżeli nazwy użyto kilkakrotnie, link USS "Nazwa_okrętu" kieruje do strony ujednoznaczniającej z krótkimi opisami poszczególnych okrętów, natomiast linki następujące po nazwie kierują do tych okrętów bezpośrednio.

## U
- USS "U-111"
- USS "U-117"
- USS "U-140"
- USS "U-2513"
- USS "U-3008"
- USS "UB-148"
- USS "UB-88"
- USS "UC-97"
- USS "U. S. Grant" (1871, 1907)
- USS "Uhlmann" (DD-687)
- USS "Ukiah" (PC-1251)
- USS "Ulitka Bay" (CVE-91)
- USS "Ulua" (SS-428)
- USS "Ulvert M. Moore" (DE-442)
- USS "Ulysses" (1914)
- USS "Ulysses S. Grant" (SSBN-631)
- USS "Umpqua" (1865, ATA-209)
- USS "Unadilla" (1861, YT-4, ATA-182)
- USS "Unalga" (1912)
- USS "Uncas" (1843, 1893, 1917, YT-242)
- USS "Undaunted" (SP-1950, ATR-126)
- USS "Underhill" (DE-682)
- USS "Underwood" (FFG-36)
- USS "Underwriter" (1861, SP-1390)
- USS "Undine" (1863, 1893)
- USS "Unicoi" (IX-216)
- USS "Unicorn" (SS-429, SS-436)
- USS "Unimak" (AVP-31, later WHEC-379)
- USS "Union" (1842, 1846, 1861, AKA-106)
- USS "Union Victory" (AF-64)
- USS "Uniontown" (PF-65)
- USS "Unit" (1862)
- USS "United States" (1797, CC-6, CVA-58, CVN-75)
- USS "Upham" (APD-99)
- USS "Upshur" (DD-144, T-AP-198)
- USS "Uranus" (AF-14)
- USS "Urdaneta" (1883)
- USS "Urgent" (ARS-38)
- USS "Usage" (AM-130)
- USS "Utah" (BB-31)
- USS "Ute" (ATF-76)
- USS "Utina" (ATF-163)
- USS "Utowana" (SP-951)
- USS "Uvalde" (AKA-88)